# 黒河内四郎
黒河内 四郎（くろかわち しろう/くろこうち しろう、1882年（明治15年）7月 - 1960年（昭和35年）6月3日）は、日本の鉄道省官僚、土木工学者（工学博士）。鉄道省工務局長を最後に退官し、東京高速鉄道技師長として現在の銀座線新橋、渋谷間の開通に貢献。第31代土木学会会長、初代日本保線協会会長。

## 生涯
福島県士族香川源左衛門の次男として若松町に生まれ、同士族黒河内源治の養子となる。1901年（明治34年）会津中学を卒業。大島破竹郎が同級生である。二高を経て、1907年（明治40年）東京帝国大学を卒業。席次は29名中3番である。
鉄道官僚
逓信省鉄道作業局に入り、生涯にわたる鉄道への関わりが始まる。1915年（大正4年）に米国留学し、帰国後は工務局保線課に配属され、保線業務、軌道の改善に努めた。大正中期には鉄道の電化に必要な電力を確保するため、信濃川電気事務所長として調査や土木工事を担当し、また鉄道電化調査委員会の委員を務めている。1924年（大正13年）保線課長として本省勤務となり、建設局計画課長兼工事課長、建設局長、工務局長を歴任。1929年（昭和5年）には｢狭軌軌道ノ強度ニ就テ」で工学博士号（東京帝大）を授与される。1934年（昭和9年）に退官。
退官後

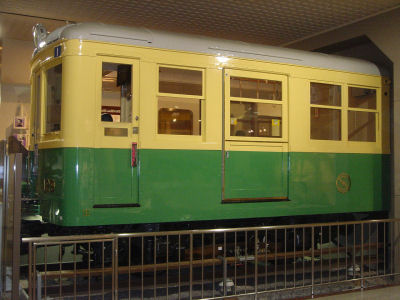
東京高速鉄道で用いられた車両

東京高速鉄道に役員として迎えられ、技師長として新橋、渋谷間の地下鉄設計、建設にあたり、成功に導く。この路線は現在の東京地下鉄銀座線の一部である。湘南電気鉄道、京浜電気鉄道の役員、東京環状乗合自動車社長として交通会社の経営にあたり、土木学会においては学会誌の編集委員長や各種委員を務めた。戦中の1943年（昭和18年）には土木学会会長に就任。土木関係者に「科学技術の力こそ戦勝に導く原動力」であり、「機械力の使用を図らねばならない」と説いた。戦後は富士山麓電気鉄道、鉄道保安工業の役員を務めたほか1953年（昭和28年）に日本保線協会初代会長に就任。 翌年には土木学会名誉員に推されている。鉄道への関わりは大学卒業後50年以上におよんだ。長女は鉄道局技師に嫁ぐ。
講演等
- 『ニューヨーク港の水陸連絡設備に就て』土木学会誌（第3巻第2号）
- 『土木建設上の緊急対策に就て』土木学会誌（第30巻第3号）
- 『上越線建設工事に就て（2）』土木建築工事画報（第8巻第1号）
- 『上越線建設工事に就て（3）』土木建築工事画報（第8巻第2号）
- 黒河内四郎 竹股一郎 松本久長 土木建築工事画報（第15巻第3号）

1. 『東京高速鉄道渋谷新橋間工事』
2. 『渋谷駅の設備』
3. 『東京高速鉄道の電気設備』
4. 『新橋駅の設備』
5. 『軌條設備』
6. 『電力設備』